# Super Mario Bros. 3
Super Mario Bros. 3 (яп. スーパーマリオブラザーズ 3, Sūpā Mario Burazāzu Surī, укр. Супербрати Маріо 3), також відома як Mario 3, SMB3, або Super Mario 3 — відеогра в жанрі платформної аркади, розроблена і видана Nintendo для консолі NES, що продовжує серію ігор, започатковану Super Mario Bros. Реліз гри в Японії відбувся восени 1988 року, взимку 1990-го в Північній Америці і влітку 1991-го — в Європі.
Super Mario Bros. 3 додала багато нововведень в серію Super Mario Bros.: додатковий екран карти, міні-ігри, безліч нових здібностей, ворогів і типів рівнів. Також в цій грі вперше фігурують діти Боузера — Купалінги. На відміну від Super Mario Bros. 2 (US версія), все це чудово вкладалося в концепцію світу Маріо і гра за стилем геймплея поверталася до Super Mario Bros. У той же час гра внесла набагато більше нововведень в серію, ніж Super Mario Bros.: The Lost Levels. Гру Super Mario Bros. 3 можна часто спостерігати на перших позиціях списків «Найбільших ігор всіх часів».

## Сюжет
Як і в більшості ігор з Маріо, сюжет мінімальний і служить лише для того, щоб обґрунтувати подорож головного героя.
У Super Mario Bros. 3 Маріо і Луїджі рятують сім королівств семи світів, які межують з грибним королівством. У кожного короля один з Купалінгів вкрав чарівну паличку і перетворив її власника на якусь тварину. Братам Маріо необхідно пройти сім світів, в кожному з яких треба пробитися до повітряних кораблів Купалінгів і повернути палички королям.
Однак, як Маріо дізнається наприкінці 7-го світу, всі ці напади були відволікаючим маневром і повинні були затримати його, поки Король Боузер Купа організував і провернув викрадення Принцеси. Тепер Маріо належить в черговий раз врятувати Принцесу.

## Ігровий процес

Стиль геймплея повертається до Super Mario Bros. Після тих значних змін, які були внесені до північноамериканської версії Super Mario Bros. 2., як і раніше, стрибком на ворога його можна вбити, а також герої можуть приймати безліч різних форм шляхом отримання спеціальних предметів.
Однак, незважаючи на знайомий геймплей, Super Mario Bros. 3 дуже відрізняється від попередника. У гру було додано більшу кількість головоломок, ворогів і секретних областей, щоб підвищити її складність і не дати гравцеві занудьгувати.
Замість того, щоб просто рухатися по грі лінійним способом, Маріо подорожує по  Світу з допомогою карти, яка часто розгалужується, надаючи гравцю відразу кілька рівнів для проходження. Тепер гравець знає, що його може очікувати на рівні: наприклад, якщо етап розташований біля або на воді, то швидше за все в ньому будуть переважати водні елементи. Крім того, гравець може повністю пропустити деякі рівні, тим самим управляючи геймплеєм. Також Маріо може отримати спеціальні предмети в «Будинку Тоада» або перемагаючи Братів Хаммер, які будуть збережені в інвентарі і можуть бути використані між рівнями.
Змін зазнала й механіка гри. Наприклад, у японській версії Super Mario Bros. 2 гравець не може повернутися назад за рівнем, якщо він пропустив спеціальну зону або предмет. Ця можливість була додана у Super Mario Bros. 3. Також додана одночасно плавна прокрутка екрана і по діагоналі (у Super Mario Bros. 2 була можливість плавного горизонтального або вертикального скролінгу, але не обох відразу).
Через дещо збільшену складність, PAL версія і версія для США зазнали деяких змін, щоб полегшити проходження гри. Так, якщо Маріо володіє однією зі спеціальних сил (вогненний Маріо, Хаммер Маріо і т. ін.), а потім отримає удар, то повернеться у форму Супер Маріо. Це суперечить оригінальним Super Mario Bros. І японської версії Super Mario Bros. 3, де при подібній ситуації Маріо повертається у форму маленького Маріо. Така механіка не використовується в оригінальнихSuper Mario World, але  застосовується в Super Mario Advance 2: Super Mario World для GBA, і New Super Mario Bros. для Nintendo DS.
Урізана версія першої гри Маріо у серії Mario Bros. 1983 року випуску також була включена для міні-ігор на 2 гравців.
Super Mario Bros. 2 (USA) містила міні-гру за типом ігрового автомата. Super Mario Bros. 3 розвинув цю ідею і містить кілька міні-ігор на карті світу.
Є дві різні гри, господарем яких є Тоад, одна являє собою «однорукого бандита», де за правильно зібрані картинки даються життя, а інша — гра на пам'ять, де гравець повинен вказати дві однакові карти, не помилившись двічі (за правильно вгадану карту гравець отримує те, що на ній зображено). Також існує Будинок Тоада, який не є грою, але в ньому можна вибрати одну з трьох скринь, у кожній з яких лежить свій спеціальний предмет.
Крім цього, є 3 міні-гри для двох гравців, що представляють скорочену версію гри Mario Bros. (1983). Щоб виграти, першому гравцеві потрібно зіштовхнути більше монстрів або зібрати більше монет, ніж другому гравцеві. Переможець отримує право ходу і закріплюється на тому місці карти, де була ініційована міні-гра. Під час цієї гри один гравець може відібрати у другого картки, які даються за проходження рівнів, і отримати за це життя.

## Розробка
Розробкою гри займався підрозділ Nintendo Research & Development Team 4. Процес розробки зайняв більше двох років, Сігеру Міямото очолював роботу дизайнерів і програмістів, працюючи з ними в тісному контакті як на стадії початкового проектування, так і ближче до завершення проєкту. Концепція гри за цей час змінювалася тричі. Міямото дотримувався думки, що інтригуючі й оригінальні ідеї, втілені в геймплєї, можуть стати ключем до успіху гри.
Однією з ранніх ідей було трансформувати Маріо в кентавра, пізніше її замінив хвіст єнота, здатний давати Маріо обмежені можливості до польоту. Були внесені різні костюми, які наділяють Маріо особливими якостями, і придумані світи, в яких ці якості можна було б успішно реалізувати.